# Gólbíró-technológia

Néha szabad szemmel nehéz észrevenni, hogy a labda átkerült-e a vonal mögé

A gólbíró-technológia egy technikai segédeszköz a gól kritikus helyzetben történő megállapításához.
A labdarúgás történetében számtalan olyan eset történt, amikor a nyilvánvaló gólt nem ítélte meg a játékvezető. A játékvezetők első alkalommal a játékszabályok megismerésének időszakában tájékoztatják arról, csak az a gól adható meg – függetlenül a kialakult hangulattól – amelyiknél a bíró (partbírói segédlet mellett) meggyőződött a gól valóságáról. Nem számít, hogy ki mit mond, a döntést meg kell hozni (a tévedés lehetősége mellett).
A többkamerás közvetítési technológia, a kivetítő ernyők alkalmazása, a bíró pillanatnyi döntésének szabályosságát (helytelenségét) szinte azonnal kritika alá veszik. Ha a döntés szabályszerű, nem történik semmi. Ha a döntés vitára ad okot, akkor azonnal bekövetkezik visszajátszás, képkimerevítés, a hiba világgá kürtölése.
A Nemzetközi Labdarúgó-szövetség (FIFA) az International Football Association Board (IFAB) Szabályalkotó Testülettel egyetértve tiltakozott minden technikai segítség alkalmazásától, tartva a játék folyamatosságának akadályozásától.

## Technikai eszközök

Diagram több kamera használatáról a gólvonal technológiai rendszerben

A technikai alkalmazása szép lassan bevezetésre került a labdarúgás bíróinak (hármasok, négyesek, hatosok) segédeszközeként. Az elektromos rezgőjelzést adó zászló (partbíróknál) és vevője a bírónál. A szabályalkotó a bevezetés során jelentősen kiegészítette a partbíró feladatait. A partbíró a megnövekedett segítő lehetőségei mellett nevében is átalakult, asszisztens lett. Több évtizedes alkalmazása után a közreműködő játékvezetőket kommunikációs szettel szerelték fel, törekedve a szabályszerű ítéletek meghozatalára. Tovább növelve a hibás ítéletek (95%-ban a gól elbírálásának segítését) csökkenését bevezették a játékvezető hatokat. Az ember, bizonyos esetekben, helyzetekben bekövetkező hibája (figyelem kihagyás, koncentrációs fáradtság) miatt, újra és újra előfordultak világraszóló hibák, gól meg nem adások.
A 2012-es labdarúgó-Európa-bajnokságon az Ukrajna–Anglia (0-1) csoportmeccsen, a magyar játékvezetők hibájából meg nem adott hazai gól váltott ki heves vitát.
A FIFA a kiírt pályázatra beérkezett tizennyolc technikai fejlesztés közül kettőt tartott a érdemesnek arra, hogy éles mérkőzéseken kipróbálja. Az elektromos gólbíró technológia (GLT) tesztelése során alkalmasnak ítéltetett a bevezetésre. A Hawk-Eye, azaz Sólyomszem a teniszből jól ismert eljárás: a stadionon belül több videókamerával is követik az eseményeket, és ha a labda túljut a gólvonalon, a rendszer rögtön jelez a játékvezetőnek. A GoalRef, azaz Gólbíró szisztéma alapja a labdába épített mikrocsip, amely a kapu körül kialakított mágneses téren belül észleli a játékszer helyzetét. Az érzékelők egy másodpercen belül jelezést adnak a bírónak. A két, már éles helyzetben is tesztelt eszköz mellett várhatóan további két, német rendszer is megkapja a szükséges engedélyeket.
2012. június 2-án az Anglia–Belgium felkészülési mérkőzésen tesztelték – amelyet a teniszben és a krikettben is alkalmaznak – első alkalommal a Hawk-Eye nevű gólbíró-technológiát. Az ellenőrző tesztet a FIFA képviselőin kívül a svájci Szövetségi Anyagtudományi és Technológiai Intézet laboratóriumának független tesztelői kísérik figyelemmel, de a meccs hivatalos személyei (játékvezető, asszisztensek, ellenőr) nem használhatták annak eredményeit.
A Japánban rendezett 2012-es FIFA-klubvilágbajnokságon sikeresen alkalmazták a gólvonal-technológiákat. A FIFA 2013 áprilisában úgy döntött, hogy a GoalControl nevű gólbíró-technológiát alkalmazzák a 2013-as konföderációs kupán. A 2014-es labdarúgó-világbajnokságon már alkalmazták a gólbíró-technológiát, úgyszintén a 2016-os Európai Labdarúgó-bajnokságon.
A FIFA célja, hogy az összes stadionba telepítsék a játékvezetőket segítő technológiát.

### Magyar gólbíró-technológia
A pályázók között volt Maruzsi László és csapata is. Több mint tíz éve dolgoznak saját rendszerükön, amely azonban nem jutott tovább a tesztelésen.
Maruzsi találmányának lényege, hogy a mérkőzést több kamera követi, egy külön erre a célra készült  számítógépes program feldolgozza a képeket. Az asszisztensek zászlaján lévő érzékelők automatikusan jeleket kapnak, ha a labda elhagyja a játékteret, áthalad a gólvonalon, vagy leshelyzet alakul ki. Így az asszisztensek rögtön döntést tudnak hozni, és eszerint jelezni a játékvezetőnek. A rendszer közvetlenül nem avatkozik bele a játék menetébe.